# Anders Berntsen Mol
Anders Mol také Anders Berntsen Mol (* 2. července 1997 Stord) je norský plážový volejbalista, olympijský vítěz z roku 2021, když spolu s Christian Sandlie Sorumem opanovali Olympijské hry v Tokiu. Má ve sbírce i několik cenných kovů z turnajů světové série a také několik individuálních a týmových ocenění.

## Beach volejbalová kariéra

### 2013 - 2015: Národní turnaje a juniorská ME
Plážový volejbal začal hrát jako teenager. Spolu s Martinem Olimstadem se v roce 2013 zúčastnil mistrovství Evropy do 18 let v Maladzečně Archivováno 28. 5. 2020 na Wayback Machine.. Poté absolvoval celostátní i mezinárodní turnaje až do roku 2016 se svým bratrancem Mathiasem Berntsenem. V létě 2014 zaznamenali úspěch na národní tour, když ze 4 turnajů 2 vyhráli a z ostatních dvou si odvezli stříbro a bronz. Sezónu završili 25. místem na grandslamu konaném v norském Stavangeru. Následující rok získali 2 bronzové medaile na norských turnajích v Åmli a Kristiansandu. Na Evropském šampionátu 2015 do 22 let v Macedo de Cavaleiros obsadili 9. místo a v Larnace se v roce 2015 stali evropskými šampiony do 20 let Archivováno 28. 5. 2020 na Wayback Machine..

### 2016: Obhajoba titulu na ME do 20 let, titul na ME U22 a úspěch na majoru
Sezónu 2016 začali s Berntsenem na Kish Island Open 2016 33. místem. Následně se umístili 4. na turnaji v Lucerně do 21 let a také na NEVZE. Poté odehrál Anders Mol 3 turnaje s Alexandrem Sørumem - ve dvou turnajích norské tour brali 3. místo z Osla a 2. místo z Askeru. Spolu s Alexandrem obhájil titul mistra Evropy do 20 let v tureckém městě Antalya. Následující 33. místo na majoru v Poreči vybojoval již zase s Mathiasem Berntsenem. Spolu pak získali ještě 1. místo na národním turnaji v Oslu, 2. místo v norském Fredrikstadu a 13. místo na Satellitu ve Vaduzu. Na zbytek sezóny se spojil s Alexandrovým bratrem Christianem Sørumem. Spolu zazářili na majoru v Klagenfurtu, kdy na jednom z nejkvalitněji obsazených turnajů světa urvali 5. místo. Následující turnaj NEVZA ve finském městečku Kuopio opanovali a jejich poslední turnaj sezóny, kterým bylo Mistrovství Evropy do 22 let, vyhráli, čímž se stali mistry Evropy v této věkové kategorii.

### 2017: Úspěchy na World Tour a žebříčkový posun
Od roku 2017 je jeho partnerem kromě několika turnajů Christian Sandlie Sørum. Spolu získali 9. místo na 3* turnaji v Moskvě. Evropský šampionát do 22 let konaný v rakouském Badenu a 5* turnaj světové série v Poreči. V Rakousku se stali vicemistry Evropy do 22 let, když ve finále podlehli 15:17 v tie-breaku ruskému týmu Stoyanovskiy/Yarzutkin. V Poreči prohráli v osmifinále, čímž obsadili 9. místo. Na CEV Masters v Lublani dokráčel po boku Christiana Søruma k vítězství. Následující 2* turnaj v Espinhu hrál opět se svým bratrancem Mathiasem a skončili zde na 3. místě, čímž získali svou první medaili na světové tour. Na svém prvním dospělém ME dohráli se Sørumem ve čtvrtfinále když nestačili na pozdější vítěze Lupa/Nicolaie. V NEZVE konané v Oslu prohráli Anders Mol a Mathias Berntsen ve finále. Poslední turnaj roku 2017 byl pro Anderse 1* turnaj v Montpellier, kde se spolu s Christianem rozloučili se sezónou 5. místem. Po sezóně byl Anders Mol vyhlášen Nováčkem roku.

### 2018: 5 turnajových titulů v řadě na World Tour a světové jedničky
Rok 2018 odstartovali Anders s Christianem 5. místem na 4* turnaji v Haagu. Po 9. místě na CEV Masters v Pelhřimově odletěli na 5* turnaj ve Fort Lauderdale. Ten se jim však příliš nepovedl a odvezli si 17. místo. Zlepšení zaznamenali na 4* turnajích v Dauhá a Xiamenu, kde brali 9. a 5. místo. Na dalším turnaji nestačili ve 3. zápase na dvojici Evandro/Andre a skončili 13. Výborný výsledek však zaznamenali hned na následujícím 4* turnaji v Itapemě, když prohráli až ve finále opět s domácími Evandrem/Andrem a vyhráli tak premiérovou společnou medaili na World Tour. Další 1* turnaj v Badenu absolvoval Anders po boku Bjarne Nikolai Huusa, Christian hrál s Andreas Takvamem. Dvojice Sørum/Takvam prohrála ve čtvrtfinále s domácí dvojicí Winter/Horl 1:2, Mol/Huus vybojovali 3. místo. Další turnaj světové série v Ostravě již hráli opět spolu. Na 4* turnaji však nevyhráli ve skupině ani jeden zápas a obsadili tak celkové 25. místo. Zlepšení zaznamenali v sousedním Polsku, kde na 4* ve Varšavě prohráli v osmifinále, což znamenalo 9. místo. Na dalším 4* turnaji v Espinhu došli o kolo dál a na jeden z vrcholů sezóny, major v Gstaadu, odlétali s 5. místem. Na 5* turnaji nenašli přemožitele a vyhráli tak poprvé v jejich kariéře turnaj světové série a po 20 letech pro Norsko. Na nadcházejícím Mistrovství Evropy, které hostilo několik měst v Nizozemsku, proto patřili mezi favority. V turnaji nezaznamenali jedinou porážku a stali se tak po juniorských titulech i mistry Evropy v plážovém volejbalu mezi muži. Výbornou formu si přivezli i na 5* turnaj ve Vídni, kde ztratili za celý turnaj pouze 1 set, vyhráli tak 3. turnaj v řadě a prodloužili svou neporazitelnost na 19 zápasů. Po turnaji se navíc stali světovými jedničkami. Dalším turnajem bylo World Tour Finals v Hamburku pro 10 nejlepších týmů. Zde narušil neporazitelnost Norů ve skupině po 22 zápasech holandský tým Brouwer/Meeuwsen. Ostatní zápasy však zvládli úspěšně a opět turnaj vyhráli. Poslední turnaj tohoto roku byl 4* Las Vegas. Mol se Sørumem ztratili za celý turnaj pouze 2 sety a opanovali tak 5. turnaj v řadě. Zakončili tak průlomovou sezónu jako světové jedničky. Po sezóně obdrželi ocenění za Šampiony tour 2018 a ještě několik individuálních ocenění. Anders Mol byl vyhlášen Nejlepším blokařem 2018, Nejlépe útočícím hráčem 2018, Hráčem roku 2018 a Hráčem s největším zlepšením 2018.

### 2019: 11 medailí z 13 turnajů
Sezónu začali dvěma čtvrtfinálovými účasti na 4* podnicích v Haagu a Xiamenu. Od té doby už dominovali. Na dvě pátá místa navázali třemi tituly v řadě na 4* turnajích v Itapemě, Jinjiangu a Ostravě. O další turnajové vítězství je ve Varšavě připravili ve finále Brazilci Evandro/Bruno, když Nory přehráli ve 3 setech. Na svém premiérovém Světovém šampionátu nestačili v semifinále na domácí Rakušany, v boji o bronz však byli úspěšní, a získali tak svou první medaili z Mistrovství světa. Následujícím turnajům už ale zase vládla norská vlajka. Obhájili tituly na majoru v Gstaadu, na 4* turnaji v Tokiu a na majoru ve Vídni, čímž natáhli svou neporazitelnost na 19 zápasů v řadě. Na nadcházejícím Mistrovství Evropy obhájili titul mistrů Evropy z minulého roku, když v Moskvě zdolali ve finále domácí Rusy a za celý turnaj ztratili pouze 2 sety. Na domácí 1* turnaj v Oslu se rozdělili. Anders hrál po boku Nils Gunnar Ringøena, Christian s Andersovo bratrem Markusem Molem. Tyto dva páry se potkali ve finále turnaje, kde nakonec zvítězila dvojice Mol/Ringøen. Na následující turnaj, kterým bylo World Tour Finals v Římě, hráli již opět Anders s Christianem spolu. Skupinu bez potíží vyhráli a jejich cestu turnajem zastavili až v semifinále pozdější vítězové Krasilnikov/Stoyanovskyi z Ruska, čímž skončila vítězná série Norů trvající přesně 30 zápasů. Sezónu tak skončili Anders Mol s bilancí zápasů 46-5, Christian Sørum 45-6. Po sézoně obdrželi cenu Tým roku 2019, Anders poté ještě obhájil ocenění Nejlepší blokař, Nejlépe útočící hráč a Hráč roku, navíc získal ještě cenu pro Nejlepšího nahrávače 2019.

### 2020: Koronavirová pandemie a jediný turnaj
V roce 2020 se kvůli koronavirové pandemii zrušili všechny světové turnaje, odložily se i Olympijské hry v Tokiu. Jediným turnajem bylo zářijové Mistrovství Evropy 2020 v lotyšské Jurmale. Zde Norové již podruhé obhájili titul mistrů Evropy a získali tak třetí evropský titul v řadě. Také se zúčastnili exhibičního turnaje King of The Court v Utrechtu.

### 2021: Zranění, turnaje v bublině a Olympijské zlato
Během přípravy na sezónu 2021 si Anders Mol poranil kyčli, což zapříčinilo problémy v přípravě a vynechání prvního 4* turnaje v Dauhá. Na následující turnaje v mexickém Cancúnu se již vydali. V Mexiku byla pořádána série tří 4* turnajů, kdy během těchto turnajů byli hráči a trenéři pouze v bublině na hotelu a jeho prostorech. První světový turnaj po více než roce Norové ovládli a úspěšný návrat po zranění završili vítězstvím i ve druhém turnaji, když v obou finále přehráli katarské družstvo Younousse/Tijan. Z posledního turnaje v Mexiku se odhlásili. Na World Tour se vrátili na květnovém turnaji v Sochi, který se jim však příliš nepovedl a odvezli si 17. místo, tedy nejhorší výsledek za poslední 3 roky. Na dalším 4* podniku v Ostravě nestačili v osmifinále na nizozemský tým. Po 9. místě v Ostravě nezískali medaili ani na majoru v Gstaadu, kde brali 5. místo. Nezískat medaili na 3 turnajích po sobě se jim stalo naposled v roce 2018. Skvěle se ale připravili na Letní olympijské hry v Tokiu, kde i přes porážku ve skupině dokráčeli ke zlatu, když v play-off neztratili ani set a ve finále zdolali své velké rivaly z posledních let, ruský pár Krasilnikov/Stoyanovskyi. Zapsali se tak do historie plážového volejbalu jako nejmladší vítězové Olympijských her a získali historicky první medaili pro Norsko na Hrách v této disciplíně.

a později v roce 2017 vicemistry Evropy do 22 let. Nejlepšími výsledky těchto spolu hrajících bratranců byly 9. místo z 5hvězdičkového turnaje světové série v chorvatské Poreči a bronzová medaile z 2hvězdičkového turnaje konaného v portugalském Espinhu. V roce 2016 ovládl Anders Mol znovu evropský šampionát do 20 let v Atlantě, tentokrát však po boku Alexandra Soruma. Od konce roku 2016 tvoří Mol pár s Alexandrovým bratrem, Christianem Sørumem. Spolu skončili 9. na majoru v Klagenfurtu a stali se mistry Evropy do 22 let v řeckém městě Soluň. V roce 2017 se umístili na 9. místě na majoru v Gstaadu , zvítězili na CEV Masters v Lublani a vypadli ve čtvrtfinále evropského šampionátu v Jūrmale. Navíc vyhrál cenu pro nejlepšího Nováčka na tour. V následujícím roce 2018 skončilo duo Mol/Sørum 5. na 4hvězdičkovém turnaji v Den Haagu. Následovalo několik dalších výsledků v Top 10, včetně 5. místa v Sia-menu, 2. místa v Itapemě, 5. místa v Espinhu a vítězství na majoru v Gstaadu. V červenci vyhráli mistrovství Evropy v Nizozemsku. Také vyhráli další major ve Vídni a stali se světovými jedničkami, když nenašli přemožitele v 19 zápasech v řadě. Nakonec vyhráli i Finále světové tour konané v Hamburku a získali tak čtvrté zlato v řadě.

## Volejbalová kariéra
Anders Mol také hrál šestkový volejbal a v roce 2016 byl součástí Norského národního týmu mužů do 20 let. V sezóně 2016/17 se stal vicemistrem Belgie a také si zahrál v Lize mistrů.

## Rodina
Celá Molova rodina se věnuje volejbalu/plážovému volejbalu.
- Kåre Mol – otec
- Merita Mol – matka
- Hendrik Mol – bratr
- Adrian Mol – bratr
- Melina Mol – sestra
- Mathias Berntsen – bratranec

Jeho spoluhráčem je Christian Sandlie Sørum, který je zároveň rodinným přítelem. Trenéry jsou Molovi rodiče Kåre a Merita Mol a Mathiasův otec Jetmund.

## Beachvolley Vikings
Tato celá norská skupina si říká Beachvolley Vikings. Pod touto přezdívkou je lze najít na sociálních sítích jako je Facebook, Instagram nebo Youtube, kde přibližují svět plážových volejbalistů.